# Krakowskie Przedmieście
Krakowskie Przingmieście (phát âm tiếng Ba Lan: [kraˈkɔfskʲɛ pʂɛdˈmjɛɕt͡ɕɛ], nghĩa đen: vùng ngoại ô Kraków; tiếng Pháp: Faubourg de Cracovie) là một trong những đường phố nổi tiếng nhất của thủ đô Warsaw của Ba Lan, được bao quanh bởi các lâu đài lịch sử, nhà thờ và các trang viên. Đại lộ Hoàng gia Krakowskie Przingmieście tạo thành điểm cực bắc của Tuyến đường Hoàng gia Warsaw, và kết nối với Phố cổ và Lâu đài Hoàng gia (tại Quảng trường Lâu đài) với một số tổ chức đáng chú ý nhất ở Warsaw, bao gồm - ở phía nam - Dinh Tổng thống, Đại học Warsaw và Viện Hàn lâm Khoa học Ba Lan có trụ sở tại Cung điện Staszic. Phần mở rộng về phía nam của Krakowskie Przingmieście chạy dọc theo Tuyến đường Hoàng gia là ulica Nowy wiat (Phố New World).
Một số thành phố khác ở Ba Lan cũng có những con phố mang tên Krakowskie Przingmieście. Ở Lublin, đó là con đường chính và đẹp nhất. Các thành phố khác bao gồm Piotrków Trybunalski, Bochnia, Krasnystaw, Olkusz, Sieradz và Wieluń.

## Lịch sử
Krakowskie Przingmieście được thành lập vào thế kỷ 15 như một tuyến đường thương mại. Đây là một trong những đại lộ có tuổi đời lâu nhất ở Warsaw và là điểm đầu tiên của Tuyến đường Hoàng gia kết nối Lâu đài Hoàng gia với Cung điện Wilanów trong thế kỷ 17 của Vua John III Sobieski ở ngoại vi phía nam. Vào thế kỷ 17, các cung điện và tòa nhà trang viên bắt đầu mọc lên dọc theo, sau đó trở thành tuyến huyết mạch chính của thủ đô mới của Ba Lan.

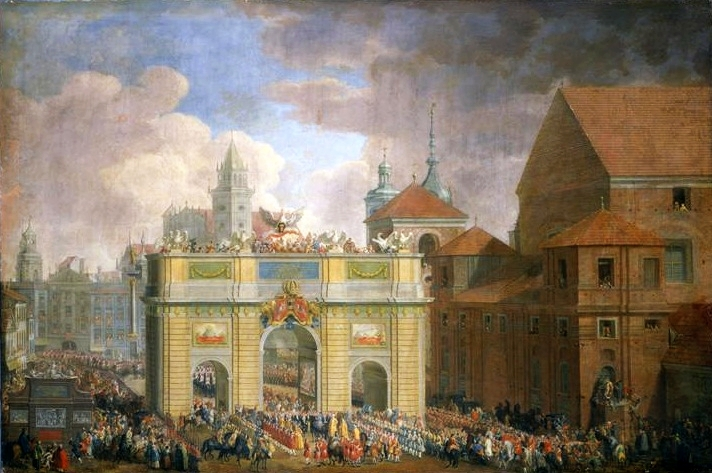
Entry of King Augustus III vào Warsaw với một khải hoàn môn tạm thời tại Krakowskie Przingmieście của Samuel Mock (1734). Nhà thờ St. Anne nằm bên phải

Vào thế kỷ 18, họa sĩ người Ý Bernardo Bellotto (được biết đến nhiều hơn ở Trung Âu với tên "Canaletto"), một họa sĩ cho vị vua cuối cùng của Ba Lan, Stanisław August Poniatowski, đã vẽ rất chi tiết các đường phố và kiến trúc của thủ đô Ba Lan, với dân số đang phát triển, nền kinh tế mạnh mẽ, và các địa điểm dành cho nghiên cứu và nghệ thuật. Một phần nhờ vào những bức tranh của ông mà quận lịch sử của Warsaw đã được người dân Ba Lan xây dựng lại chính xác từ sự hủy diệt có chủ ý của quân Đức trong Thế chiến II, đặc biệt là sau Cuộc nổi dậy Warsaw năm 1944.
Vào thế kỷ 19, Krakowskie Przingmieście có rất nhiều nhà thờ, cung điện và những ngôi nhà theo phong cách Baroque và Cổ điển. Sự phát triển của đường phố tiếp tục vào thế kỷ 20 với việc xây dựng các tòa nhà thương mại và khách sạn như Khách sạn Bristol.

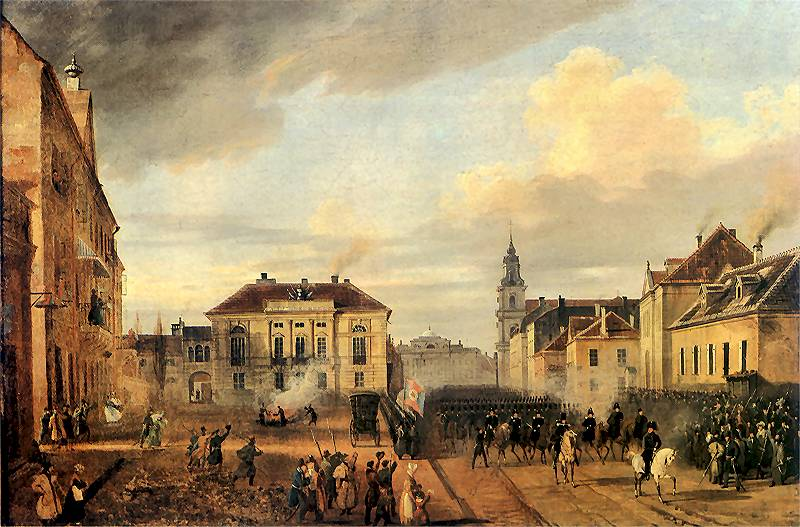
Sự trở lại của các đội quân Ba Lan từ Wierzbna cho thấy cái nhìn tổng quát về Krakowskie Przingmieście với Tyszkiewicz Palace của Marcin Zaleski (1831).

Gần đây hơn, kiến trúc sư Krzysztof Domaradzki của studio Dawos đã tạo cho đường phố một lối thiết kế mới. Ông đã lĩnh hội cảm hứng từ các nguồn lịch sử và các bức tranh siêu thực của Bernardo Bellotto về đường phố trong thế kỷ 18 để mang đến cho nơi đây một diện mạo vừa cũ vừa hiện đại.

## Tính năng, đặc điểm
Một bức tượng Madonna và đứa trẻ bằng đá, "Madonna của Passau ", có vị trí tại Krakowskie Przingmieście, đối diện cuối đường Bednarska. Nó được tạo ra bởi nhà điêu khắc hoàng gia Józef Belotti và được đặt tại địa điểm hiện tại vào năm 1683 như một món quà tạ ơn cho chiến thắng của Vua John III Sobieski trước người Thổ Nhĩ Kỳ tại Vienna. Bức tượng là tượng đài lâu đời thứ hai của Warsaw sau Cột Zygmunt.
Phố Trębacka dẫn đến tượng đài Adam Mickiewicz, được xây dựng vào năm 1898 nhân kỷ niệm 100 năm ngày sinh của nhà thơ vĩ đại người Ba Lan này. Năm 1942, quân đội Đức đã phá hủy bức tượng. Chỉ có phần đầu và một mảnh của phần thân được phục hồi để tái thiết sau chiến tranh.
Theo di chúc của thiên tài Frédéric Chopin, sau khi chết, trái tim của ông đã được chị gái ông đưa ra khỏi Warsaw, nơi nó được gửi vào một cái lư của Nhà thờ Holy Cross nằm trên Krakowskie Przingmieście.
| Đường số | Mô tả ngắn | Hình ảnh |
| -------- | --- | -------- |
| 46/48    | Dinh tổng thống (còn được gọi là Pałac Prezydencki, Pałac Koniecpolskich, Lubomirskich, Radziwiłłów, hoặc Pałac Namiestnikowski), phiên bản mới nhất của một tòa nhà cổ điển thanh lịch có vị trí tại Krakowskie Prenedmieście. |          |
| 15/17    | Cung điện Potocki, một cung điện baroque lớn nằm ở Krakowskie Przingmieście ngay đối diện Dinh Tổng thống. Ban đầu nó được xây dựng cho gia đình Denhoff và được kế nhiệm bởi gia đình Potocki vào cuối thế kỷ 18. |          |
| 26/11    | Đại học Warsaw được thành lập vào năm 1816, khi việc phân vùng của Ba Lan tách Warsaw khỏi trung tâm học thuật lâu đời nhất và có ảnh hưởng nhất của Ba Lan, tại Kraków. |          |
| 26/11    | Cung điện Kazimierz, ban đầu được xây dựng 1637-41, được xây dựng lại vào năm 1660 cho Vua John II Casimir (tiếng Ba Lan: Jan II Kazimierz Waza, từ đó nó lấy tên của nó). Từ năm 1816, Cung điện Kazimierz đã phục vụ không liên tục cho đến ngày nay, với tư cách là trụ sở của Đại học Warsaw. Vào năm 1817-31, nó cũng có Warsaw Lyceum, một trường cấp hai, nơi cha của Frédéric Chopin dạy tiếng Pháp, và cựu học sinh bao gồm chính cậu bé Chopin. |          |
| 32       | Cung điện Tyszkiewicz, một trong những nơi ở tân cổ điển đẹp nhất ở Warsaw, được xây dựng bởi Field Hetman của Litva, Ludwik Tyszkiewicz |          |
| 30       | Cung điện Czetwertyński được xây dựng vào năm 1844-1847 cho gia đình Uruski và được thiết kế bởi Andrzej Gołoński. Từ năm 1855, nó thuộc sở hữu của gia đình Czetwertyński. |          |
| 5        | Cung điện Czapski, một trong những ví dụ đáng chú ý nhất về kiến trúc rococo ở Warsaw, đã xây dựng lại 1712-21. |          |
| 42/44    | Khách sạn Bristol là một ví dụ điển hình cho sự huy hoàng của Warsaw cũ. Nó được xây dựng vào năm 1900 bởi một công ty có các đối tác bao gồm Ignacy Jan Paderewski, nghệ sĩ piano người Ba Lan và sau đó là thủ tướng. |          |
| 13       | Khách sạn Europejski là tòa nhà thế kỷ 19 được thiết kế bởi Enrico Marconi. |          |
| 34       | Nhà thờ Thăm viếng, một trong những nhà thờ rococo đáng chú ý nhất ở thủ đô của Ba Lan được thành lập năm 1651 bởi Nữ hoàng Marie Louise Gonzaga de Nevers cho Dòng Thăm Đức Trinh Nữ. Việc xây dựng được bắt đầu vào năm 1664 và hoàn thành vào năm 1761. |          |
| 68       | Nhà thờ Thánh Anne là một trong những nhà thờ đáng chú ý nhất của Ba Lan với mặt tiền theo kiến trúc tân cổ điển. Nhà thờ được xếp hạng trong số các tòa nhà lâu đời nhất của Warsaw. Theo thời gian, nó đã cho thấy nhiều sự tái tạo, dẫn đến sự xuất hiện của nó ngày nay, không thay đổi kể từ năm 1788. |          |
| 62       | Trung tâm từ thiện Res Sacra Miser trước đây là Cung điện Kazanowski, cung điện quý tộc giàu có nhất ở Ba Lan Cộng hòa Litva bị phá hủy trong Deluge năm 1656 và không bao giờ được xây dựng lại. |          |
| 3        | Nhà thờ Holy Cross là một trong những nhà thờ baroque đáng chú ý nhất ở thủ đô của Ba Lan. Nó hiện đang được điều hành bởi các tu sĩ truyền giáo của Vincent de Paul. Tòa nhà chính được xây dựng từ năm 1679 đến 1696. Nhà thiết kế chính của nó là Józef Szymon Bellotti, kiến trúc sư hoàng gia tại Tòa án Hoàng gia Ba Lan. Nó được tài trợ bởi trụ trì Kazimierz Szczuka và Tổng Giám mục của Ba Lan Michał Stefan Radziejowski. Vào cuối thế kỷ 19, nội thất đã được tân trang lại một chút và vào năm 1882, một chiếc bình với trái tim của Frédéric Chopin đã được thêm vào một trong những nhà nguyện. |          |
| 52/54    | Nhà thờ Carmelite có mặt tiền theo phong cách tân cổ điển đáng chú ý nhất của Warsaw, được tạo ra vào năm 1761. Nhà thờ hiện tại của nó bắt đầu vào thế kỷ 17 và được biết đến với đôi tháp chuông có hình dạng như lư hương. |          |

## Hình ảnh

### Tranh của Canaletto

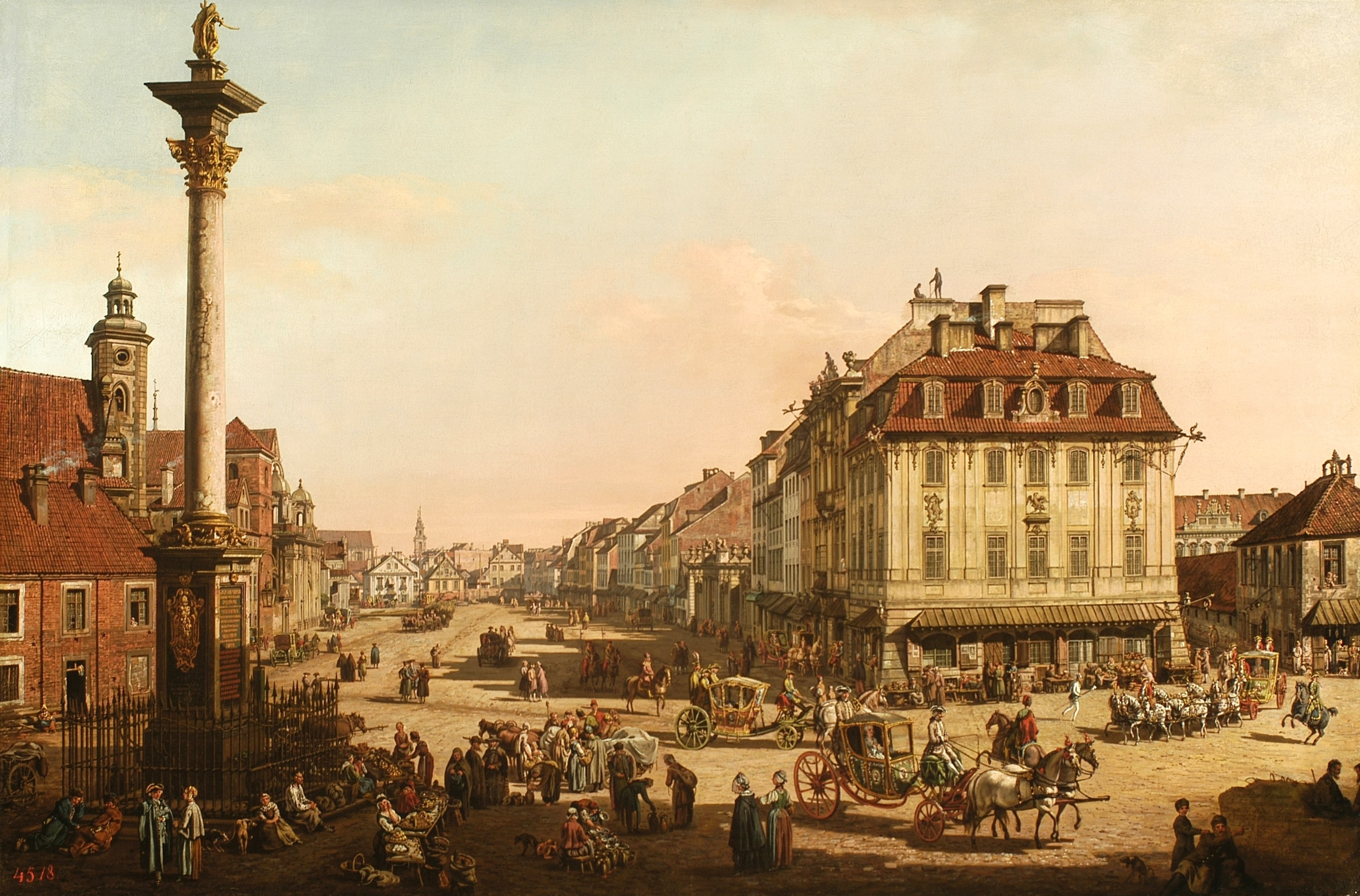
Nhìn từ quảng trường Castle
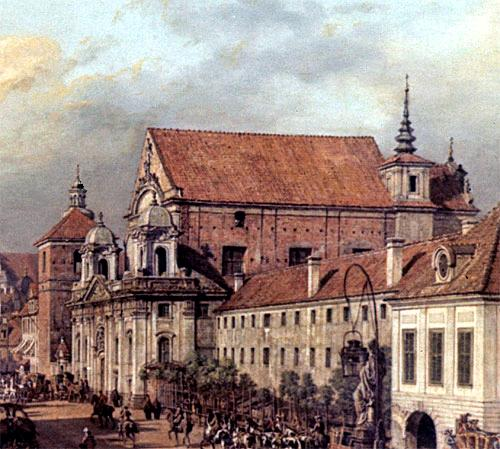
Chi tiết nhà thờ St. Anne's
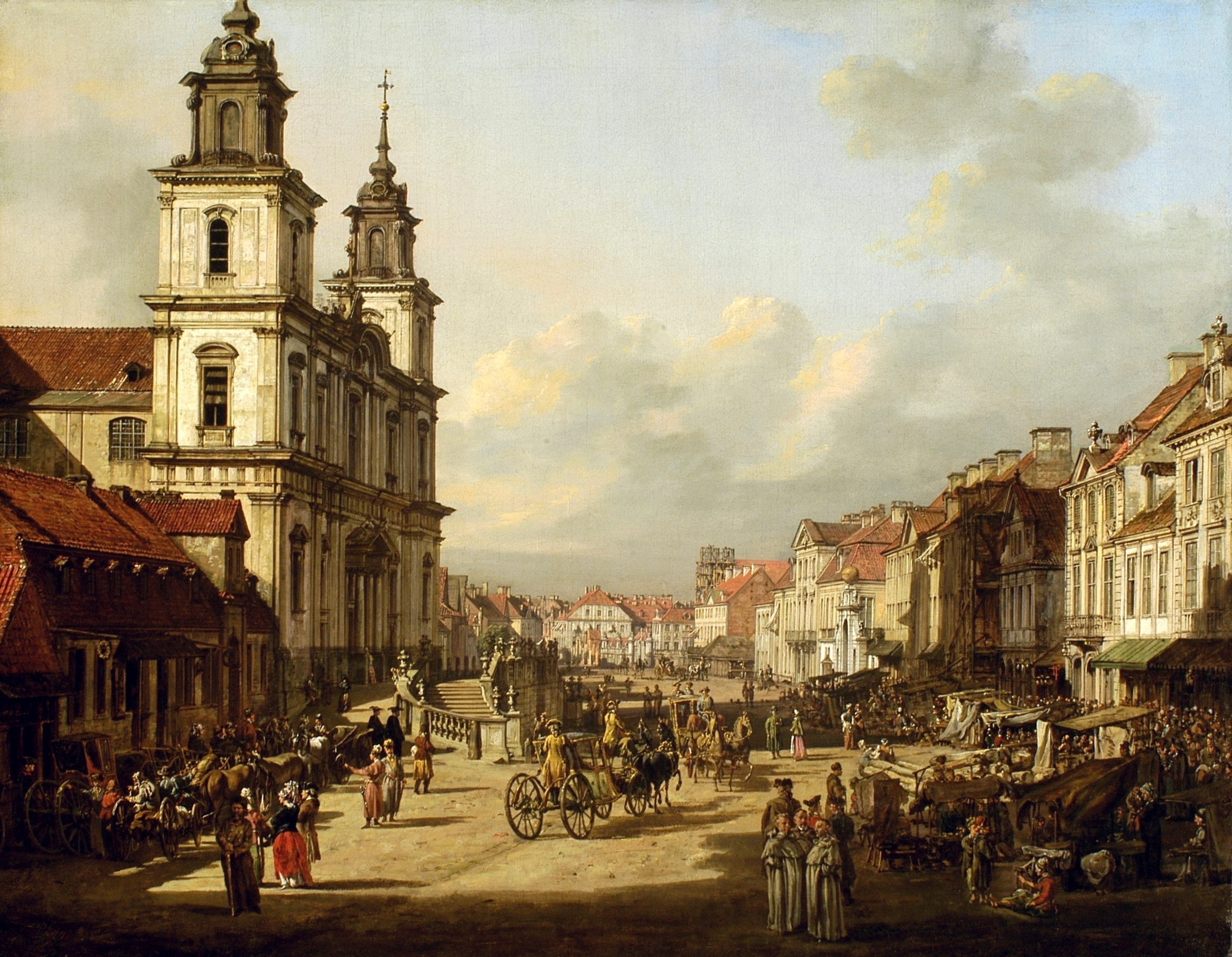
Nhìn từ đường Nowy iatwiat
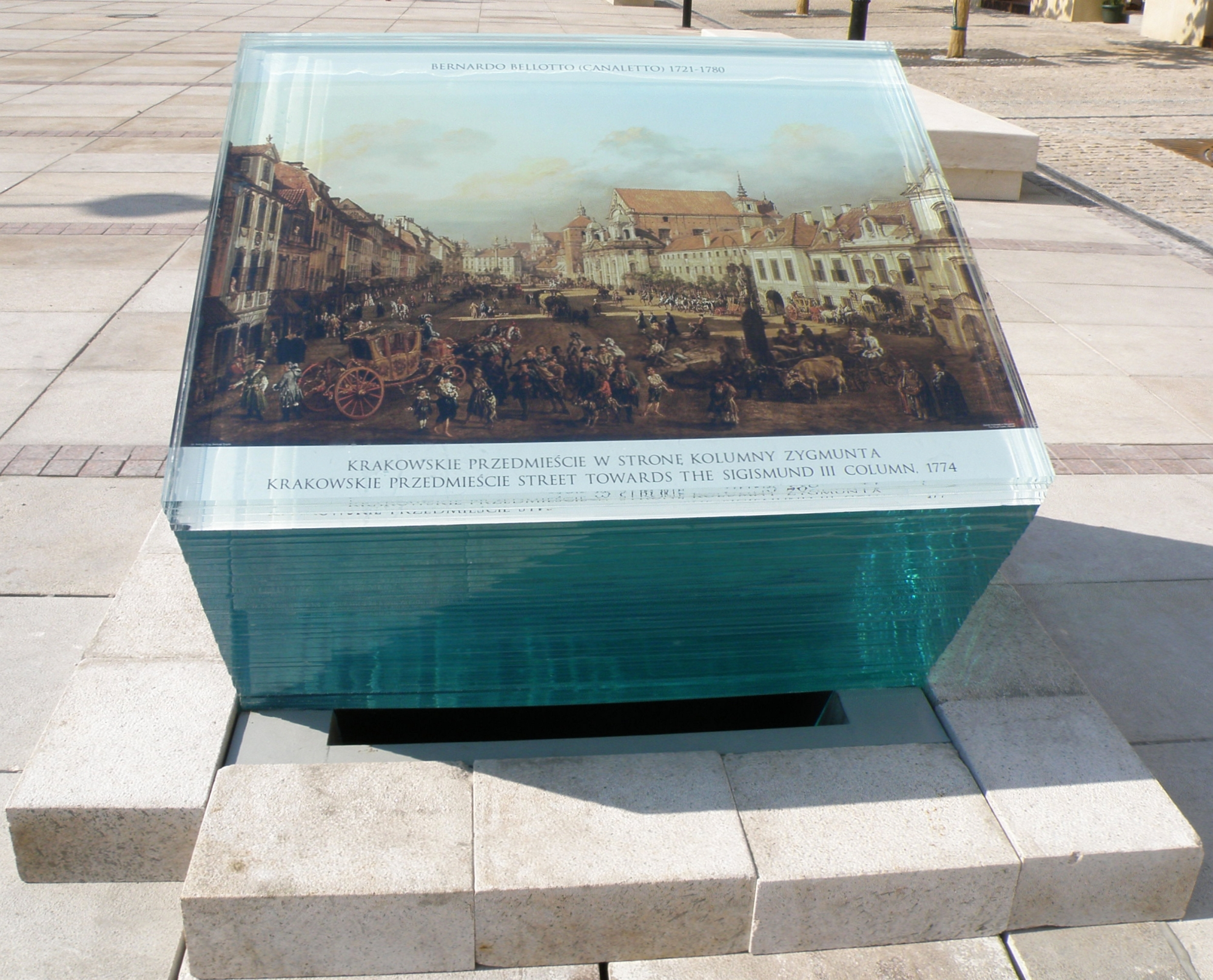
Canaletto vẽ Khối hiển thị

### Tượng đài bằng đồng

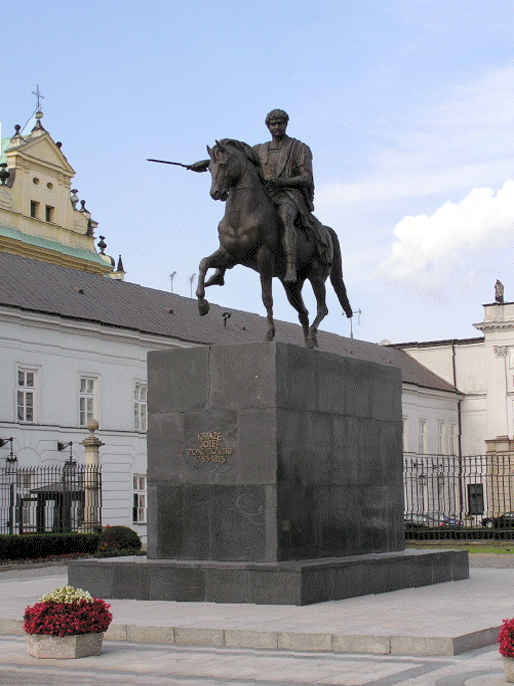
Đài tưởng niệm Józef Poniatowski (1816)
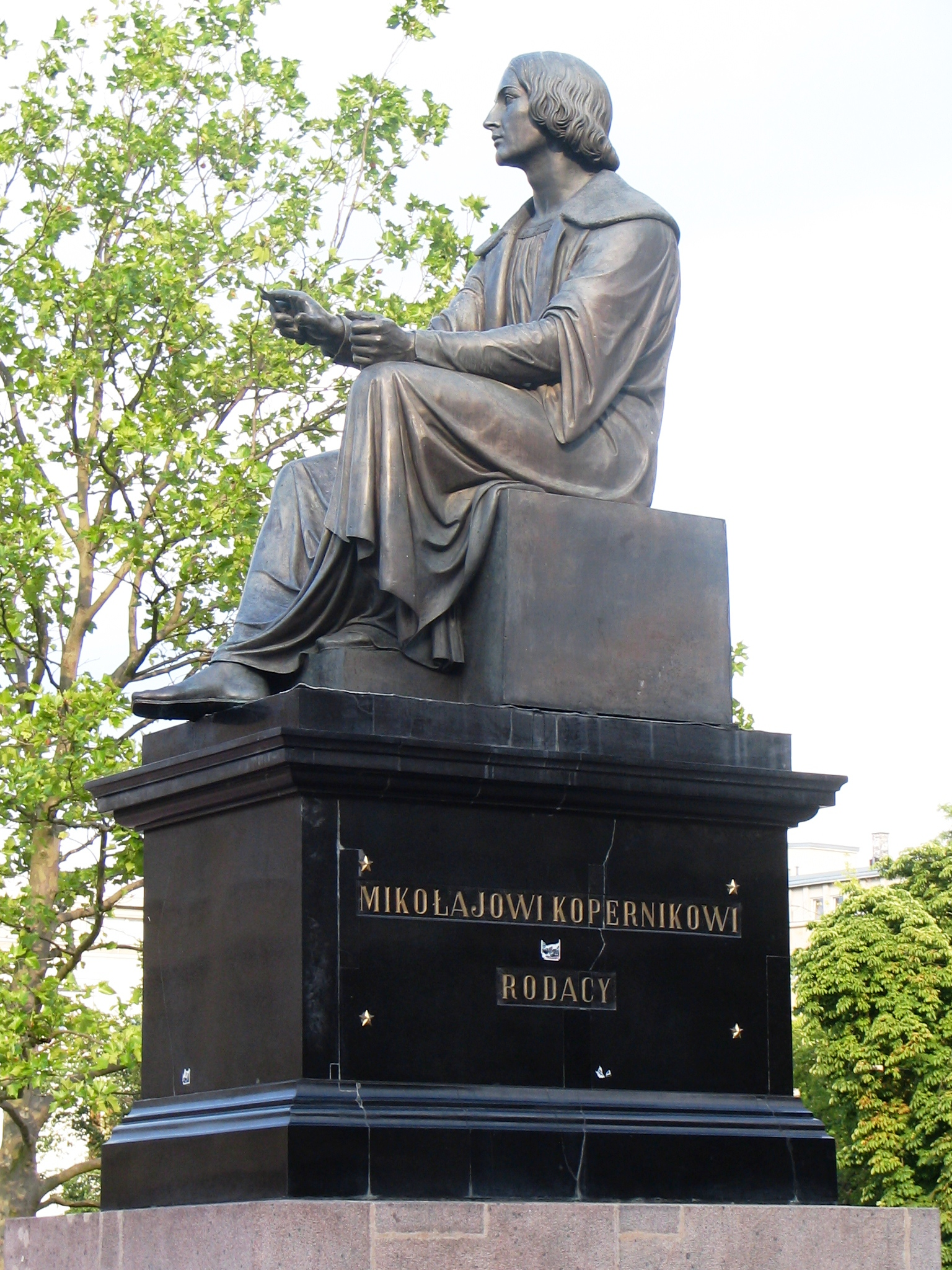
Đài tưởng niệm Nicolaus Copernicus (1822)
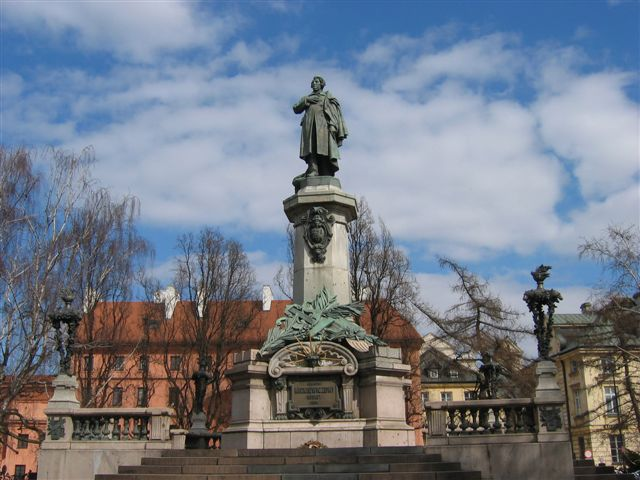
Đài tưởng niệm Adam Mickiewicz (1898)